# Kiss My Jazz
Kiss My Jazz est un groupe belge de jazz originaire d'Anvers en Belgique. Leur musique est un mélange de jazz et de musique expérimentale.

## Membres
Le groupe compte parmi ses membres Rudy Trouvé et Mauro Pawlowski (ancien membre de dEUS), qui à propos de Kiss My Jazz a dit:
« Nous avons commencé avec l'intention de créer une version naïve et punky de Chet Baker.Quelque chose de Nat King Cole, et même mieux, l'atmosphère de  The Singing Detective avec les influences de  Captain Beefheart, James White, Rip Rig & Panic et Pavement »

## Albums
- Docs Place Friday Evening, 1996, Knitting Factory
- In Coffee We Trust, 1996, Knitting Factory
- In the Lost Souls Convention, 1997, Heaven Hotel
- In a Service Station, 1999, Heaven Hotel